# Rangliste des deutschen Fußballs/2000er
Dieser Artikel gibt eine Übersicht über die Historie der Rangliste des deutschen Fußballs des kicker-Sportmagazins in der Zeit von 2000 bis 2009.

## Chronik der 2000er Jahre
Erläuterung: Die Flagge vor dem Spielernamen gibt die Staatsbürgerschaft des Spielers an bzw. (bei doppelter Staatsbürgerschaft oder nach einem Wechsel der Staatsbürgerschaft) die Nationalmannschaft, für die der Spieler zum Zeitpunkt des Erscheinens der Rangliste spielte oder spielberechtigt war. Ist keine Flagge vor dem Namen eingefügt, so hatte der betreffende Spieler zum Zeitpunkt des Erscheinens der Rangliste die deutsche Staatsbürgerschaft.

### Sommer 2000
Veröffentlicht in den kicker-Ausgaben vom 10. Juli 2000 (56/2000), vom 17. Juli 2000 (58/2000), vom 24. Juli 2000 (60/2000) und vom 31. Juli 2000 (62/2000). Die Rangliste bewertet das erste Halbjahr 2000.
| Position            | Weltklasse                           | Internationale Klasse | Im weiteren Kreis |
| ------------------- | ------------------------------------ | --- | --- |
| Torhüter            | Oliver Kahn (FC Bayern München)      | Hans Jörg Butt (Hamburger SV) Frank Rost (Werder Bremen)                                                                          | Dirk Heinen (Eintracht Frankfurt) Daniel Hoffmann (TSV 1860 München) Gábor Király (Hertha BSC) |
| Verteidiger         | -                                    | Jens Nowotny (Bayer 04 Leverkusen) Nico-Jan Hoogma (Hamburger SV) Samuel Kuffour (FC Bayern München)                              | Robert Kovač (Bayer 04 Leverkusen) Boris Živković (Bayer 04 Leverkusen) Jan Seifert (SpVgg Unterhaching) Harry Koch (1. FC Kaiserslautern) Marcelo Bordon (VfB Stuttgart) Andrej Panadić (Hamburger SV) Markus Babbel (FC Bayern München) Marko Rehmer (Hertha BSC) Waldemar Kryger (VfL Wolfsburg) Patrik Andersson (FC Bayern München) Thomas Linke (FC Bayern München) |
| Libero              | -                                    | - | Lothar Matthäus (NY/NJ MetroStars) Ned Zelic (TSV 1860 München) Ciriaco Sforza (1. FC Kaiserslautern) |
| Außenbahn           | -                                    | Bixente Lizarazu (FC Bayern München) Hasan Salihamidžić (FC Bayern München)                                                       | Sebastian Deisler (Hertha BSC) Christian Ziege (FC Middlesbrough) Marco Bode (Werder Bremen) Marco Gebhardt (Eintracht Frankfurt) Lewan Kobiaschwili (SC Freiburg) |
| Mittelfeld defensiv | Emerson (Bayer 04 Leverkusen)        | Niko Kovač (Hamburger SV) | Jens Jeremies (FC Bayern München) Dietmar Hamann (FC Liverpool) Carsten Ramelow (Bayer 04 Leverkusen) Thomas Gravesen (Hamburger SV) Mario Basler (1. FC Kaiserslautern) Zvonimir Soldo (VfB Stuttgart) Thorsten Fink (FC Bayern München) Pablo Thiam (VfB Stuttgart) Peter Wibrån (Hansa Rostock) Matthias Zimmermann (SpVgg Unterhaching) Martin Stranzl (TSV 1860 München) Danny Schwarz (SpVgg Unterhaching) Roman Týce (TSV 1860 München) Bernhard Trares (Werder Bremen) Hany Ramzy (1. FC Kaiserslautern) |
| Mittelfeld offensiv | Stefan Effenberg (FC Bayern München) | Stefan Beinlich (Bayer 04 Leverkusen)                                                                                             | Dorinel Munteanu (VfL Wolfsburg) Michael Ballack (Bayer 04 Leverkusen) Thomas Häßler (TSV 1860 München) Horst Heldt (Eintracht Frankfurt) Zoubaier Baya (SC Freiburg) Markus Weissenberger (Arminia Bielefeld) |
| Stürmer             | -                                    | Zé Roberto (Bayer 04 Leverkusen) Paulo Sérgio (FC Bayern München) Martin Max (TSV 1860 München) Giovane Élber (FC Bayern München) | Youri Djorkaeff (1. FC Kaiserslautern) Mehmet Scholl (FC Bayern München) Oliver Bierhoff (AC Mailand) Ulf Kirsten (Bayer 04 Leverkusen) Paulo Rink (Bayer 04 Leverkusen) Carsten Jancker (FC Bayern München) Michael Preetz (Hertha BSC) Jörgen Pettersson (1. FC Kaiserslautern) Emile Mpenza (FC Schalke 04) Ebbe Sand (FC Schalke 04) Hans van de Haar (SSV Ulm 1846) Victor Agali (Hansa Rostock) Jochen Seitz (SpVgg Unterhaching) Andrzej Juskowiak (VfL Wolfsburg)                                        |
| Deutsche im Ausland | -                                    | - | Stefan Klos (Glasgow Rangers) Robert Enke (Benfica Lissabon) Oliver Kreuzer (FC Basel) Jörg Heinrich (AC Florenz) Gerhard Poschner (Rayo Vallecano) Mustafa Doğan (Fenerbahçe Istanbul) Markus Schupp (SK Sturm Graz) Jörg Albertz (Glasgow Rangers) Markus Anfang (FC Tirol Innsbruck) |

### Winter 2000/01
Veröffentlicht in den kicker-Ausgaben vom 27. Dezember 2000 (104+105/2000), vom 2. Januar 2001 (1+2/2001), vom 8. Januar 2001 (4/2001) und vom 15. Januar 2001 (6/2001). Die Rangliste bewertet das zweite Halbjahr 2000.
| Position            | Weltklasse                      | Internationale Klasse                                                   | Im weiteren Kreis |
| ------------------- | ------------------------------- | ----------------------------------------------------------------------- | --- |
| Torhüter            | Oliver Kahn (FC Bayern München) | Georg Koch (1. FC Kaiserslautern)                                       | Dirk Heinen (Eintracht Frankfurt) Rein van Duijnhoven (VfL Bochum) Oliver Reck (FC Schalke 04) Richard Golz (SC Freiburg) Martin Pieckenhagen (Hansa Rostock) Frank Rost (Werder Bremen) Claus Reitmaier (VfL Wolfsburg) |
| Verteidiger         | -                               | -                                                                       | Tomasz Wałdoch (FC Schalke 04) Andreas Schmidt (Hertha BSC) Boubacar Diarra (SC Freiburg) Tomasz Hajto (FC Schalke 04) Robert Kovač (Bayer 04 Leverkusen) Moses Sichone (1. FC Köln) Patrik Andersson (FC Bayern München) |
| Libero              | -                               | -                                                                       | Jens Nowotny (Bayer 04 Leverkusen) Thomas Cichon (1. FC Köln) Sebastian Kehl (SC Freiburg) Zvonimir Soldo (VfB Stuttgart) Jörg Heinrich (Borussia Dortmund) |
| Außenbahn           | -                               | -                                                                       | Jörg Böhme (FC Schalke 04) Hasan Salihamidžić (FC Bayern München) Matthias Scherz (1. FC Köln) Lewan Kobiaschwili (SC Freiburg) Michael Hartmann (Hertha BSC) |
| Mittelfeld defensiv | -                               | -                                                                       | Niko Kovač (Hamburger SV) Miroslav Stević (Borussia Dortmund) Carsten Ramelow (Bayer 04 Leverkusen) Andreas Zeyer (SC Freiburg) Jiří Němec (FC Schalke 04) Charles Akonnor (VfL Wolfsburg) Niels Oude Kamphuis (FC Schalke 04) |
| Mittelfeld offensiv | -                               | Mehmet Scholl (FC Bayern München) Michael Ballack (Bayer 04 Leverkusen) | Dirk Lottner (1. FC Köln) Sergej Barbarez (Hamburger SV) Vasile Miriuță (Energie Cottbus) |
| Stürmer             | -                               | Ebbe Sand (FC Schalke 04)                                               | Paul Agostino (TSV 1860 München) Emile Mpenza (FC Schalke 04) Miroslav Klose (1. FC Kaiserslautern) Heiko Herrlich (Borussia Dortmund) Giovane Élber (FC Bayern München) Christian Timm (1. FC Köln) Carsten Jancker (FC Bayern München) Oliver Neuville (Bayer 04 Leverkusen) Michael Preetz (Hertha BSC) Andrzej Juskowiak (VfL Wolfsburg) Ulf Kirsten (Bayer 04 Leverkusen) |
| Deutsche im Ausland | -                               | -                                                                       | Stefan Klos (Glasgow Rangers) Robert Enke (Benfica Lissabon) Markus Babbel (FC Liverpool) Mustafa Doğan (Fenerbahçe Istanbul) Markus Münch (Beşiktaş Istanbul) Dietmar Hamann (FC Liverpool) Gerhard Poschner (Rayo Vallecano) Markus Schupp (SK Sturm Graz) Jörg Albertz (Glasgow Rangers) Markus Anfang (FC Tirol Innsbruck) Oliver Bierhoff (AC Mailand)                    |

### Sommer 2001
Veröffentlicht in den kicker-Ausgaben vom 28. Mai 2001 (44/2001), vom 5. Juni 2001 (46/2001), vom 11. Juni 2001 (48/2001) und vom 18. Juni 2001 (50/2001). Die Rangliste bewertet das erste Halbjahr 2001.
| Position            | Weltklasse                      | Internationale Klasse | Im weiteren Kreis |
| ------------------- | ------------------------------- | --- | --- |
| Torhüter            | Oliver Kahn (FC Bayern München) | Frank Rost (Werder Bremen) Martin Pieckenhagen (Hansa Rostock) Richard Golz (SC Freiburg)                                                                              | Oliver Reck (FC Schalke 04) Jens Lehmann (Borussia Dortmund) Tomislav Piplica (Energie Cottbus) Timo Hildebrand (VfB Stuttgart) Hans Jörg Butt (Hamburger SV) Georg Koch (1. FC Kaiserslautern) |
| Verteidiger         | -                               | Lúcio (Bayer 04 Leverkusen) | Jürgen Kohler (Borussia Dortmund) Jens Nowotny (Bayer 04 Leverkusen) Mladen Krstajić (Werder Bremen) Thomas Linke (FC Bayern München) Marcelo Bordon (VfB Stuttgart) Tomasz Wałdoch (FC Schalke 04) Boubacar Diarra (SC Freiburg) Robert Kovač (Bayer 04 Leverkusen) Tomáš Ujfaluši (Hamburger SV) Christian Wörns (Borussia Dortmund) Andreas Schmidt (Hertha BSC) Samuel Kuffour (FC Bayern München) |
| Libero              | -                               | Patrik Andersson (FC Bayern München) | Jiří Němec (FC Schalke 04) Stefan Schnoor (VfL Wolfsburg) Zvonimir Soldo (VfB Stuttgart) Alexander Strehmel (SpVgg Unterhaching) |
| Außenbahn           | -                               | Bixente Lizarazu (FC Bayern München) | Lewan Kobiaschwili (SC Freiburg) Marko Rehmer (Hertha BSC) Jörg Böhme (FC Schalke 04) Torsten Frings (Werder Bremen) Gerald Asamoah (FC Schalke 04) Daniel Bierofka (TSV 1860 München) Dedê (Borussia Dortmund) |
| Mittelfeld defensiv | -                               | - | Jens Jeremies (FC Bayern München) Sebastian Kehl (SC Freiburg) |
| Mittelfeld offensiv | -                               | Mehmet Scholl (FC Bayern München) Sergej Barbarez (Hamburger SV) Sebastian Deisler (Hertha BSC) Stefan Effenberg (FC Bayern München) Tomáš Rosický (Borussia Dortmund) | Andreas Möller (FC Schalke 04) Yıldıray Baştürk (VfL Bochum) Lars Ricken (Borussia Dortmund) Vasile Miriuță (Energie Cottbus) Thomas Häßler (TSV 1860 München) |
| Stürmer             | Claudio Pizarro (Werder Bremen) | Giovane Élber (FC Bayern München) Ebbe Sand (FC Schalke 04) Emile Mpenza (FC Schalke 04)                                                                               | Vratislav Lokvenc (1. FC Kaiserslautern) Adhemar (VfB Stuttgart) Paweł Kryszałowicz (Eintracht Frankfurt) Ulf Kirsten (Bayer 04 Leverkusen) Adel Sellimi (SC Freiburg) |
| Deutsche im Ausland | -                               | Markus Babbel (FC Liverpool) | Stefan Klos (Glasgow Rangers) Robert Enke (Benfica Lissabon) Mustafa Doğan (Fenerbahçe Istanbul) Dietmar Hamann (FC Liverpool) Jörg Albertz (Glasgow Rangers) Markus Anfang (FC Tirol Innsbruck) |

### Winter 2001/02
Veröffentlicht in den kicker-Ausgaben vom 24. Dezember 2001 (104+105/2001), vom 7. Januar 2002 (3+4/2002), vom 14. Januar 2002 (6/2002) und vom 21. Januar 2002 (8/2002). Die Rangliste bewertet das zweite Halbjahr 2001.
| Position            | Weltklasse                      | Internationale Klasse | Im weiteren Kreis |
| ------------------- | ------------------------------- | --- | --- |
| Torhüter            | Oliver Kahn (FC Bayern München) | Jens Lehmann (Borussia Dortmund) Frank Rost (Werder Bremen) | Hans Jörg Butt (Bayer 04 Leverkusen) Claus Reitmaier (VfL Wolfsburg) Georg Koch (1. FC Kaiserslautern) Oliver Reck (FC Schalke 04) Martin Pieckenhagen (Hamburger SV) Timo Hildebrand (VfB Stuttgart)                                                                 |
| Innenverteidiger    | Lúcio (Bayer 04 Leverkusen)     | Marcelo Bordon (VfB Stuttgart) Robert Kovač (FC Bayern München) Samuel Kuffour (FC Bayern München)                                                                          | Jens Nowotny (Bayer 04 Leverkusen) Christian Wörns (Borussia Dortmund) Jürgen Kohler (Borussia Dortmund) Thomas Hengen (1. FC Kaiserslautern) Frank Verlaat (Werder Bremen) Frank Baumann (Werder Bremen) Nico-Jan Hoogma (Hamburger SV) Tomasz Hajto (FC Schalke 04) |
| Außenbahn defensiv  | -                               | Bixente Lizarazu (FC Bayern München) Diego Placente (Bayer 04 Leverkusen)                                                                                                   | Marko Rehmer (Hertha BSC) Willy Sagnol (FC Bayern München) Evanilson (Borussia Dortmund) |
| Außenbahn offensiv  | -                               | Zé Roberto (Bayer 04 Leverkusen) Bernd Schneider (Bayer 04 Leverkusen) | Hasan Salihamidžić (FC Bayern München) Paulo Sérgio (FC Bayern München) Christian Rahn (FC St. Pauli) |
| Mittelfeld defensiv | -                               | Michael Ballack (Bayer 04 Leverkusen) Torsten Frings (Werder Bremen) | Carsten Ramelow (Bayer 04 Leverkusen) Zvonimir Soldo (VfB Stuttgart) Thorsten Fink (FC Bayern München) Fabian Ernst (Werder Bremen) Daniel Borimirow (TSV 1860 München) Sven Kmetsch (FC Schalke 04) Ratinho (1. FC Kaiserslautern)                                   |
| Mittelfeld offensiv | -                               | - | Lincoln (1. FC Kaiserslautern) Yıldıray Baştürk (Bayer 04 Leverkusen) Tomáš Rosický (Borussia Dortmund) Lars Ricken (Borussia Dortmund) Thomas Häßler (TSV 1860 München)                                                                                              |
| Stürmer             | -                               | Giovane Élber (FC Bayern München) Oliver Neuville (Bayer 04 Leverkusen) Claudio Pizarro (FC Bayern München) Ewerthon (Borussia Dortmund) Márcio Amoroso (Borussia Dortmund) | Aílton (Werder Bremen) Marcelinho (Hertha BSC) Tomislav Marić (VfL Wolfsburg) Ulf Kirsten (Bayer 04 Leverkusen) Vratislav Lokvenc (1. FC Kaiserslautern) Miroslav Klose (1. FC Kaiserslautern) Ebbe Sand (FC Schalke 04)                                              |
| Deutsche im Ausland | -                               | Dietmar Hamann (FC Liverpool) | Marc Ziegler (FC Tirol Innsbruck) Stefan Klos (Glasgow Rangers) Robert Enke (Benfica Lissabon) Mustafa Doğan (Fenerbahçe Istanbul) Christian Ziege (Tottenham Hotspur) Steffen Freund (Tottenham Hotspur)                                                             |

### Sommer 2002
Veröffentlicht in den kicker-Ausgaben vom 8. Juli 2002 (56/2002), vom 15. Juli 2002 (58/2002), vom 22. Juli 2002 (60/2002) und vom 29. Juli 2002 (62/2002). Die Rangliste bewertet das erste Halbjahr 2002.
| Position            | Weltklasse                            | Internationale Klasse | Im weiteren Kreis |
| ------------------- | ------------------------------------- | --- | --- |
| Torhüter            | Oliver Kahn (FC Bayern München)       | Frank Rost (Werder Bremen) | Oliver Reck (FC Schalke 04) Gábor Király (Hertha BSC) Jens Lehmann (Borussia Dortmund) Hans Jörg Butt (Bayer 04 Leverkusen) Jörg Stiel (Borussia Mönchengladbach) Martin Pieckenhagen (Hamburger SV)                                                                                   |
| Innenverteidiger    | Lúcio (Bayer 04 Leverkusen)           | Jens Nowotny (Bayer 04 Leverkusen) Christian Wörns (Borussia Dortmund) Christoph Metzelder (Borussia Dortmund) Andreas Jakobsson (Hansa Rostock) Thomas Linke (FC Bayern München)                                                                                       | Robert Kovač (FC Bayern München) Josip Šimunić (Hertha BSC) Samuel Kuffour (FC Bayern München) Tomasz Wałdoch (FC Schalke 04) Aleksander Knavs (1. FC Kaiserslautern) Thomas Hengen (1. FC Kaiserslautern) Rigobert Song (1. FC Köln)                                                  |
| Außenbahn defensiv  | -                                     | Diego Placente (Bayer 04 Leverkusen) Bixente Lizarazu (FC Bayern München) Dedê (Borussia Dortmund) | - |
| Außenbahn offensiv  | -                                     | Bernd Schneider (Bayer 04 Leverkusen) Zé Roberto (Bayer 04 Leverkusen) | Jörg Böhme (FC Schalke 04) Mehmet Scholl (FC Bayern München) Jacek Krzynówek (1. FC Nürnberg) Jochen Seitz (VfB Stuttgart) Christian Rahn (FC St. Pauli) René Rydlewicz (Hansa Rostock)                                                                                                |
| Mittelfeld defensiv | Michael Ballack (Bayer 04 Leverkusen) | Dietmar Hamann (FC Liverpool) Carsten Ramelow (Bayer 04 Leverkusen) | Sebastian Kehl (Borussia Dortmund) Stefan Beinlich (Hertha BSC) Silvio Meißner (VfB Stuttgart) Miroslav Karhan (VfL Wolfsburg) Radosław Kałużny (Energie Cottbus) Thorsten Fink (FC Bayern München)                                                                                    |
| Mittelfeld offensiv | -                                     | Torsten Frings (Werder Bremen) Yıldıray Baştürk (Bayer 04 Leverkusen) Marcelinho (Hertha BSC) Marc Wilmots (FC Schalke 04) | Tomáš Rosický (Borussia Dortmund) Andreas Möller (FC Schalke 04) Sergej Barbarez (Hamburger SV) Krisztián Lisztes (Werder Bremen) |
| Stürmer             | -                                     | Miroslav Klose (1. FC Kaiserslautern) Jan Koller (Borussia Dortmund) Márcio Amoroso (Borussia Dortmund) Martin Max (TSV 1860 München) Diego Klimowicz (VfL Wolfsburg) Ebbe Sand (FC Schalke 04) Giovane Élber (FC Bayern München) Oliver Neuville (Bayer 04 Leverkusen) | Aílton (Werder Bremen) Bernardo Romeo (Hamburger SV) Alex Alves (Hertha BSC) Marko Topić (Energie Cottbus) Michael Preetz (Hertha BSC) Vratislav Lokvenc (1. FC Kaiserslautern) Dimitar Berbatow (Bayer 04 Leverkusen) Roque Santa Cruz (FC Bayern München) Marco Bode (Werder Bremen) |
| Deutsche im Ausland | -                                     | - | Stefan Klos (Glasgow Rangers) Robert Enke (Benfica Lissabon) Mustafa Doğan (Fenerbahçe Istanbul) |

### Winter 2002/03
Veröffentlicht in den kicker-Ausgaben vom 23. Dezember 2002 (104+105/2002), vom 30. Dezember 2002 (1+2/2003), vom 6. Januar 2003 (4/2003) und vom 13. Januar 2003 (6/2003). Die Rangliste bewertet das zweite Halbjahr 2002.
| Position            | Weltklasse | Internationale Klasse | Im weiteren Kreis |
| ------------------- | ---------- | --- | --- |
| Torhüter            | -          | Jens Lehmann (Borussia Dortmund) Oliver Kahn (FC Bayern München) Simon Jentzsch (TSV 1860 München) Frank Rost (FC Schalke 04) | Darius Kampa (1. FC Nürnberg) Rein van Duijnhoven (VfL Bochum) Jörg Stiel (Borussia Mönchengladbach) Claus Reitmaier (VfL Wolfsburg) Timo Hildebrand (VfB Stuttgart) Mathias Hain (Arminia Bielefeld) |
| Innenverteidiger    | -          | - | Thomas Linke (FC Bayern München) Frank Verlaat (Werder Bremen) Arne Friedrich (Hertha BSC) Christoph Metzelder (Borussia Dortmund) Marco van Hoogdalem (FC Schalke 04) Christian Wörns (Borussia Dortmund) Marcelo Bordon (VfB Stuttgart) Lúcio (Bayer 04 Leverkusen) |
| Außenbahn defensiv  | -          | - | Markus Münch (Borussia Mönchengladbach) Dedê (Borussia Dortmund) Andreas Hinkel (VfB Stuttgart) Evanilson (Borussia Dortmund) Willy Sagnol (FC Bayern München) |
| Außenbahn offensiv  | -          | - | Paul Freier (VfL Bochum) Bernd Schneider (Bayer 04 Leverkusen) René Rydlewicz (Hansa Rostock) |
| Mittelfeld defensiv | -          | Michael Ballack (FC Bayern München) Torsten Frings (Werder Bremen)                                                            | Fabian Ernst (Werder Bremen) Stefan Reuter (Borussia Dortmund) Jens Jeremies (FC Bayern München) Zvonimir Soldo (VfB Stuttgart) Peer Kluge (Borussia Mönchengladbach) Sebastian Schindzielorz (VfL Bochum) Godfried Aduobe (Hansa Rostock) Christian Poulsen (FC Schalke 04) Jaime (Hannover 96)                                                                                               |
| Mittelfeld offensiv | -          | Tomáš Rosický (Borussia Dortmund) Johan Micoud (Werder Bremen)                                                                | Marcelinho (Hertha BSC) Stefan Effenberg (VfL Wolfsburg) Aljaksandr Hleb (VfB Stuttgart) Dariusz Wosz (VfL Bochum) David Jarolím (1. FC Nürnberg) |
| Stürmer             | -          | Aílton (Werder Bremen) Jan Koller (Borussia Dortmund)                                                                         | Benjamin Lauth (TSV 1860 München) Kevin Kurányi (VfB Stuttgart) Thomas Christiansen (VfL Bochum) Fredi Bobic (Hannover 96) Giovane Élber (FC Bayern München) Markus Schroth (TSV 1860 München) Ewerthon (Borussia Dortmund) Saša Ćirić (1. FC Nürnberg) Bernardo Romeo (Hamburger SV) Claudio Pizarro (FC Bayern München) Artur Wichniarek (Arminia Bielefeld) Diego Klimowicz (VfL Wolfsburg) |
| Deutsche im Ausland | -          | - | Stefan Klos (Glasgow Rangers) Dietmar Hamann (FC Liverpool) |

### Sommer 2003
Veröffentlicht in den kicker-Ausgaben vom 16. Juni 2003 (50/2003), vom 23. Juni 2003 (52/2003), vom 30. Juni 2003 (54/2003), vom 7. Juli 2003 (56/2003) und vom 14. Juli 2003 (58/2003). Die Rangliste bewertet das erste Halbjahr 2003.
| Position            | Weltklasse | Internationale Klasse | Im weiteren Kreis |
| ------------------- | ---------- | --- | --- |
| Torhüter            | -          | Jens Lehmann (Borussia Dortmund) Oliver Kahn (FC Bayern München) Rein van Duijnhoven (VfL Bochum) Tim Wiese (1. FC Kaiserslautern) Frank Rost (FC Schalke 04) | Timo Hildebrand (VfB Stuttgart) Claus Reitmaier (VfL Wolfsburg) André Lenz (Energie Cottbus) Simon Jentzsch (TSV 1860 München) Darius Kampa (1. FC Nürnberg) Roman Weidenfeller (Borussia Dortmund) |
| Innenverteidiger    | -          | - | Thomas Linke (FC Bayern München) Nico-Jan Hoogma (Hamburger SV) Robert Kovač (FC Bayern München) Mladen Krstajić (Werder Bremen) Christoph Metzelder (Borussia Dortmund) Samuel Kuffour (FC Bayern München) Vinicius (Hannover 96) Bastian Reinhardt (Arminia Bielefeld) Tomáš Ujfaluši (Hamburger SV) Ahmed Madouni (Borussia Dortmund) Marcelo Bordon (VfB Stuttgart) Christian Wörns (Borussia Dortmund) |
| Außenbahn defensiv  | -          | Willy Sagnol (FC Bayern München) | Arne Friedrich (Hertha BSC) Andreas Hinkel (VfB Stuttgart) Bill Tchato (1. FC Kaiserslautern) Niels Oude Kamphuis (FC Schalke 04) Dedê (Borussia Dortmund) Bixente Lizarazu (FC Bayern München) Bernd Hollerbach (Hamburger SV) |
| Außenbahn offensiv  | -          | Mehdi Mahdavikia (Hamburger SV) | Jiří Štajner (Hannover 96) Zé Roberto (FC Bayern München) José Dominguez (1. FC Kaiserslautern) Jörg Böhme (FC Schalke 04) Owen Hargreaves (FC Bayern München) |
| Mittelfeld defensiv | -          | Michael Ballack (FC Bayern München) Zvonimir Soldo (VfB Stuttgart)                                                                                            | Altin Lala (Hannover 96) Jens Jeremies (FC Bayern München) Godfried Aduobe (Hansa Rostock) Fabian Ernst (Werder Bremen) Ciriaco Sforza (1. FC Kaiserslautern) Marcel Maltritz (Hamburger SV) Collin Benjamin (Hamburger SV) |
| Mittelfeld offensiv | -          | Marcelinho (Hertha BSC) | Krassimir Balakow (VfB Stuttgart) Tomáš Rosický (Borussia Dortmund) Aljaksandr Hleb (VfB Stuttgart) |
| Stürmer             | -          | Giovane Élber (FC Bayern München) Jan Koller (Borussia Dortmund)                                                                                              | Thomas Christiansen (VfL Bochum) Claudio Pizarro (FC Bayern München) Mikael Forssell (Borussia Mönchengladbach) Tomislav Marić (VfL Wolfsburg) Kevin Kurányi (VfB Stuttgart) Miroslav Klose (1. FC Kaiserslautern) Fredi Bobic (Hannover 96) Michael Preetz (Hertha BSC) |
| Deutsche im Ausland | -          | Stefan Klos (Glasgow Rangers) | Dietmar Hamann (FC Liverpool) Simon Cziommer (FC Twente Enschede) |

### Winter 2003/04
Veröffentlicht in den kicker-Ausgaben vom 22. Dezember 2003 (104/2003), vom 29. Dezember 2003 (2/2004), vom 5. Januar 2004 (4/2004) und vom 12. Januar 2004 (6/2004). Die Rangliste bewertet das zweite Halbjahr 2003.
| Position            | Weltklasse | Internationale Klasse                                                                            | Im weiteren Kreis |
| ------------------- | ---------- | ------------------------------------------------------------------------------------------------ | --- |
| Torhüter            | -          | Timo Hildebrand (VfB Stuttgart)                                                                  | Oliver Kahn (FC Bayern München) Mathias Schober (Hansa Rostock) Hans Jörg Butt (Bayer 04 Leverkusen) Frank Rost (FC Schalke 04) Rein van Duijnhoven (VfL Bochum) |
| Innenverteidiger    | -          | Marcelo Bordon (VfB Stuttgart) Juan (Bayer 04 Leverkusen) Lúcio (Bayer 04 Leverkusen)            | Fernando Meira (VfB Stuttgart) Christian Wörns (Borussia Dortmund) Mladen Krstajić (Werder Bremen) Valérien Ismaël (Werder Bremen) Robert Kovač (FC Bayern München) Jens Nowotny (Bayer 04 Leverkusen) |
| Außenbahn defensiv  | -          | Bixente Lizarazu (FC Bayern München) Philipp Lahm (VfB Stuttgart) Andreas Hinkel (VfB Stuttgart) | Patrick Weiser (1. FC Köln) |
| Außenbahn offensiv  | -          | -                                                                                                | Marko Babić (Bayer 04 Leverkusen) Martin Petrow (VfL Wolfsburg) |
| Mittelfeld defensiv | -          | Zvonimir Soldo (VfB Stuttgart) Fabian Ernst (Werder Bremen)                                      | Michael Ballack (FC Bayern München) Frank Baumann (Werder Bremen) Dedê (Borussia Dortmund) Sunday Oliseh (VfL Bochum) Jurica Vranješ (VfB Stuttgart) Carsten Ramelow (Bayer 04 Leverkusen) |
| Mittelfeld offensiv | -          | Johan Micoud (Werder Bremen)                                                                     | Aljaksandr Hleb (VfB Stuttgart) Andrés D’Alessandro (VfL Wolfsburg) Robson Ponte (Bayer 04 Leverkusen) Miroslav Karhan (VfL Wolfsburg) Sergej Barbarez (Hamburger SV) Krisztián Lisztes (Werder Bremen) |
| Stürmer             | -          | Aílton (Werder Bremen) Roy Makaay (FC Bayern München) Martin Max (Hansa Rostock)                 | Vahid Haschemian (VfL Bochum) Claudio Pizarro (FC Bayern München) Miroslav Klose (1. FC Kaiserslautern) Diego Klimowicz (VfL Wolfsburg) Kevin Kurányi (VfB Stuttgart) Ivan Klasnić (Werder Bremen) Imre Szabics (VfB Stuttgart) Peter Madsen (VfL Bochum) Jan Koller (Borussia Dortmund) Fernando Baiano (VfL Wolfsburg) Aleksandre Iaschwili (SC Freiburg) Thomas Christiansen (Hannover 96) Dimitar Berbatow (Bayer 04 Leverkusen) |
| Deutsche im Ausland | -          | Stefan Klos (Glasgow Rangers)                                                                    | Jens Lehmann (FC Arsenal) Markus Babbel (Blackburn Rovers) Michael Tarnat (Manchester City) Moritz Volz (FC Fulham) Steffen Hofmann (SK Rapid Wien) |

### Sommer 2004
Veröffentlicht in den kicker-Ausgaben vom 5. Juli 2004 (56/2004), vom 8. Juli 2004 (57/2004), vom 12. Juli 2004 (58/2004) und vom 15. Juli 2004 (59/2004). Die Rangliste bewertet das erste Halbjahr 2004.
| Position            | Weltklasse | Internationale Klasse | Im weiteren Kreis |
| ------------------- | ---------- | --- | --- |
| Torhüter            | -          | Timo Hildebrand (VfB Stuttgart) Rein van Duijnhoven (VfL Bochum)                                                                                     | Oliver Kahn (FC Bayern München) Jens Lehmann (FC Arsenal) Tim Wiese (1. FC Kaiserslautern) Frank Rost (FC Schalke 04) Christian Fiedler (Hertha BSC) |
| Innenverteidiger    | -          | Lúcio (Bayer 04 Leverkusen) Valérien Ismaël (Werder Bremen) Marcelo Bordon (VfB Stuttgart) Mladen Krstajić (Werder Bremen)                           | Juan (Bayer 04 Leverkusen) Christian Wörns (Borussia Dortmund) Tomáš Ujfaluši (Hamburger SV) Frank Fahrenhorst (VfL Bochum) Fernando Meira (VfB Stuttgart) |
| Außenbahn defensiv  | -          | Philipp Lahm (VfB Stuttgart) | Lewan Kobiaschwili (FC Schalke 04) Clemens Fritz (Bayer 04 Leverkusen) |
| Außenbahn offensiv  | -          | - | Zé Roberto (FC Bayern München) Bastian Schweinsteiger (FC Bayern München) Bernd Schneider (Bayer 04 Leverkusen) |
| Mittelfeld defensiv | -          | Frank Baumann (Werder Bremen) Zvonimir Soldo (VfB Stuttgart)                                                                                         | Fabian Ernst (Werder Bremen) Dedê (Borussia Dortmund) Thomas Zdebel (VfL Bochum) Silvio Meißner (VfB Stuttgart) |
| Mittelfeld offensiv | -          | Michael Ballack (FC Bayern München) | Torsten Frings (Borussia Dortmund) Marcelinho (Hertha BSC) Johan Micoud (Werder Bremen) Aljaksandr Hleb (VfB Stuttgart) Thomas Broich (Borussia Mönchengladbach) Salvatore Gambino (Borussia Dortmund) Dariusz Wosz (VfL Bochum)                                                                  |
| Stürmer             | -          | Roy Makaay (FC Bayern München) Aílton (Werder Bremen) Dimitar Berbatow (Bayer 04 Leverkusen) França (Bayer 04 Leverkusen) Martin Max (Hansa Rostock) | Jan Koller (Borussia Dortmund) Kevin Kurányi (VfB Stuttgart) Ivan Klasnić (Werder Bremen) Ewerthon (Borussia Dortmund) Ebbe Sand (FC Schalke 04) Lukas Podolski (1. FC Köln) Thomas Brdarić (Hannover 96) Diego Klimowicz (VfL Wolfsburg) Vahid Haschemian (VfL Bochum) Peter Madsen (VfL Bochum) |
| Deutsche im Ausland | -          | Stefan Klos (Glasgow Rangers) | Moritz Volz (FC Fulham) Michael Tarnat (Manchester City) Markus Münch (Panathinaikos Athen) Thomas Hitzlsperger (Aston Villa) Steffen Hofmann (SK Rapid Wien) |

### Winter 2004/05
Veröffentlicht in den kicker-Ausgaben vom 20. Dezember 2004 (104/2004), vom 27. Dezember 2004 (?/2004), vom 3. Januar 2005 (2/2005) und vom 10. Januar 2005 (4/2005). Die Rangliste bewertet das zweite Halbjahr 2004.
| Position            | Weltklasse | Internationale Klasse | Im weiteren Kreis |
| ------------------- | ---------- | --- | --- |
| Torhüter            | -          | Frank Rost (FC Schalke 04) Robert Enke (Hannover 96) Andreas Reinke (Werder Bremen) | Simon Jentzsch (VfL Wolfsburg) Timo Hildebrand (VfB Stuttgart) Tim Wiese (1. FC Kaiserslautern) Roman Weidenfeller (Borussia Dortmund) Dimo Wache (1. FSV Mainz 05) Rein van Duijnhoven (VfL Bochum) Martin Pieckenhagen (Hamburger SV) Hans Jörg Butt (Bayer 04 Leverkusen) Christian Fiedler (Hertha BSC)                                                                                                   |
| Innenverteidiger    | -          | Marcelo Bordon (FC Schalke 04) Juan (Bayer 04 Leverkusen) | Valérien Ismaël (Werder Bremen) Per Mertesacker (Hannover 96) Josip Šimunić (Hertha BSC) Lúcio (FC Bayern München) Daniel Van Buyten (Hamburger SV) Martin Stranzl (VfB Stuttgart) Mladen Krstajić (FC Schalke 04) Khalid Boulahrouz (Hamburger SV) Markus Babbel (VfB Stuttgart) Petr Gabriel (Arminia Bielefeld) Alexander Madlung (Hertha BSC) Frank Baumann (Werder Bremen) Kevin Hofland (VfL Wolfsburg) |
| Außenbahn defensiv  | -          | - | Bernd Schneider (Bayer 04 Leverkusen) Philipp Lahm (VfB Stuttgart) Andreas Hinkel (VfB Stuttgart) Arne Friedrich (Hertha BSC) |
| Außenbahn offensiv  | -          | Delron Buckley (Arminia Bielefeld) Jacek Krzynówek (Bayer 04 Leverkusen) | Patrick Owomoyela (Arminia Bielefeld) Silvio Schröter (Hannover 96) |
| Mittelfeld defensiv | -          | Michael Ballack (FC Bayern München) Lewan Kobiaschwili (FC Schalke 04) Zvonimir Soldo (VfB Stuttgart) | Silvio Meißner (VfB Stuttgart) Fabian Ernst (Werder Bremen) Pablo Thiam (VfL Wolfsburg) Altin Lala (Hannover 96) Julian de Guzmán (Hannover 96) Niko Kovač (Hertha BSC) Carsten Ramelow (Bayer 04 Leverkusen) |
| Mittelfeld offensiv | -          | Marcelinho (Hertha BSC) Marek Mintál (1. FC Nürnberg) Lincoln (FC Schalke 04) Johan Micoud (Werder Bremen) | Sergej Barbarez (Hamburger SV) Nebojša Krupniković (Hannover 96) Aljaksandr Hleb (VfB Stuttgart) Torsten Frings (FC Bayern München) Ervin Skela (Arminia Bielefeld) Bastian Schweinsteiger (FC Bayern München) |
| Stürmer             | -          | Miroslav Klose (Werder Bremen) Kevin Kurányi (VfB Stuttgart) Dimitar Berbatow (Bayer 04 Leverkusen) Roy Makaay (FC Bayern München) Oliver Neuville (Borussia Mönchengladbach) Martin Petrow (VfL Wolfsburg) Ivan Klasnić (Werder Bremen) | Andrij Woronin (Bayer 04 Leverkusen) Claudio Pizarro (FC Bayern München) Cacau (VfB Stuttgart) Gerald Asamoah (FC Schalke 04) Fatmir Vata (Arminia Bielefeld) Ebbe Sand (FC Schalke 04) Jan Koller (Borussia Dortmund) Thomas Brdarić (VfL Wolfsburg) Róbert Vittek (1. FC Nürnberg) |
| Deutsche im Ausland | -          | Stefan Klos (Glasgow Rangers) | Markus Münch (Panathinaikos Athen) Steffen Hofmann (SK Rapid Wien) |

### Sommer 2005
Veröffentlicht in den kicker-Ausgaben vom 4. Juli 2005 (54/2005), vom 7. Juli 2005 (55/2005), vom 11. Juli 2005 (56/2005) und vom 14. Juli 2005 (57/2005). Die Rangliste bewertet das erste Halbjahr 2005.
| Position            | Weltklasse | Internationale Klasse | Im weiteren Kreis |
| ------------------- | ---------- | --- | --- |
| Torhüter            | -          | Roman Weidenfeller (Borussia Dortmund) Oliver Kahn (FC Bayern München) Frank Rost (FC Schalke 04) Robert Enke (Hannover 96)                     | Andreas Reinke (Werder Bremen) Timo Hildebrand (VfB Stuttgart) Christian Fiedler (Hertha BSC) Hans Jörg Butt (Bayer 04 Leverkusen) Simon Jentzsch (VfL Wolfsburg) Thomas Ernst (1. FC Kaiserslautern) |
| Innenverteidiger    | -          | Lúcio (FC Bayern München) Marcelo Bordon (FC Schalke 04) Valérien Ismaël (Werder Bremen)                                                        | Per Mertesacker (Hannover 96) Robert Kovač (FC Bayern München) Josip Šimunić (Hertha BSC) Daniel Van Buyten (Hamburger SV) Christian Wörns (Borussia Dortmund) |
| Außenbahn defensiv  | -          | - | Arne Friedrich (Hertha BSC) Willy Sagnol (FC Bayern München) Bixente Lizarazu (FC Bayern München) Dedê (Borussia Dortmund) Bernd Schneider (Bayer 04 Leverkusen) |
| Außenbahn offensiv  | -          | - | Bastian Schweinsteiger (FC Bayern München) Jacek Krzynówek (Bayer 04 Leverkusen) Gerald Asamoah (FC Schalke 04) Zé Roberto (FC Bayern München) Gilberto (Hertha BSC) Sebastian Deisler (FC Bayern München) Edu (VfL Bochum) |
| Mittelfeld defensiv | -          | - | Fabian Ernst (Werder Bremen) Sebastian Kehl (Borussia Dortmund) Martín Demichelis (FC Bayern München) Florian Kringe (Borussia Dortmund) Torsten Frings (FC Bayern München) Gonzalo Castro (Bayer 04 Leverkusen) Niko Kovač (Hertha BSC) Zvonimir Soldo (VfB Stuttgart) Lewan Kobiaschwili (FC Schalke 04) Silvio Meißner (VfB Stuttgart) Zlatan Bajramović (SC Freiburg) |
| Mittelfeld offensiv | -          | Michael Ballack (FC Bayern München) Marek Mintál (1. FC Nürnberg) Marcelinho (Hertha BSC) Lincoln (FC Schalke 04) Yıldıray Baştürk (Hertha BSC) | Aljaksandr Hleb (VfB Stuttgart) Tim Borowski (Werder Bremen) Tomáš Rosický (Borussia Dortmund) Massimilian Porcello (Arminia Bielefeld) |
| Stürmer             | -          | Roy Makaay (FC Bayern München) Jan Koller (Borussia Dortmund) Dimitar Berbatow (Bayer 04 Leverkusen)                                            | Lukas Podolski (1. FC Köln) Claudio Pizarro (FC Bayern München) Andrij Woronin (Bayer 04 Leverkusen) Miroslav Klose (Werder Bremen) Kevin Kurányi (VfB Stuttgart) Ivan Klasnić (Werder Bremen) Aílton (FC Schalke 04) Ebbe Sand (FC Schalke 04) |
| Deutsche im Ausland | -          | Jens Lehmann (FC Arsenal) | Markus Münch (Panathinaikos Athen) Steffen Hofmann (SK Rapid Wien) |

### Winter 2005/06
Veröffentlicht in den kicker-Ausgaben vom 27. Dezember 2005 (104/2005), vom 2. Januar 2006 (2/2006), vom 9. Januar 2006 (4/2006) und vom 16. Januar 2006 (6/2006). Die Rangliste bewertet das zweite Halbjahr 2005.
| Position            | Weltklasse                | Internationale Klasse | Im weiteren Kreis |
| ------------------- | ------------------------- | --- | --- |
| Torhüter            | -                         | Oliver Kahn (FC Bayern München) Frank Rost (FC Schalke 04) Robert Enke (Hannover 96) Kasey Keller (Borussia Mönchengladbach) | Christian Fiedler (Hertha BSC) Roman Weidenfeller (Borussia Dortmund) Georg Koch (MSV Duisburg) Timo Hildebrand (VfB Stuttgart) Mathias Hain (Arminia Bielefeld) |
| Innenverteidiger    | Lúcio (FC Bayern München) | Daniel Van Buyten (Hamburger SV)                                                                                             | Valérien Ismaël (Werder Bremen) Marcelo Bordon (FC Schalke 04) |
| Außenbahn defensiv  | -                         | Willy Sagnol (FC Bayern München)                                                                                             | Mehdi Mahdavikia (Hamburger SV) Mladen Krstajić (FC Schalke 04) Rafinha (FC Schalke 04) Marcell Jansen (Borussia Mönchengladbach) Timothée Atouba (Hamburger SV) Malik Fathi (Hertha BSC)                                                                                                  |
| Außenbahn offensiv  | -                         | - | Zé Roberto (FC Bayern München) Bastian Schweinsteiger (FC Bayern München) Tranquillo Barnetta (Bayer 04 Leverkusen) David Odonkor (Borussia Dortmund) |
| Mittelfeld defensiv | -                         | Torsten Frings (Werder Bremen) Martín Demichelis (FC Bayern München)                                                         | Stefan Beinlich (Hamburger SV) Christian Poulsen (FC Schalke 04) Chris (Eintracht Frankfurt) Peer Kluge (Borussia Mönchengladbach) Sebastian Kehl (Borussia Dortmund) Jermaine Jones (Eintracht Frankfurt)                                                                                 |
| Mittelfeld offensiv | -                         | Tim Borowski (Werder Bremen) Rafael van der Vaart (Hamburger SV) Michael Ballack (FC Bayern München)                         | Johan Micoud (Werder Bremen) Lincoln (FC Schalke 04) David Jarolím (Hamburger SV) Marcelinho (Hertha BSC) Tomáš Rosický (Borussia Dortmund) Antônio da Silva (1. FSV Mainz 05) Alexander Meier (Eintracht Frankfurt)                                                                       |
| Stürmer             | -                         | Miroslav Klose (Werder Bremen)                                                                                               | Halil Altıntop (1. FC Kaiserslautern) Euzebiusz Smolarek (Borussia Dortmund) Sergej Barbarez (Hamburger SV) Claudio Pizarro (FC Bayern München) Ivan Klasnić (Werder Bremen) Oliver Neuville (Borussia Mönchengladbach) Stefan Kießling (1. FC Nürnberg) Sibusiso Zuma (Arminia Bielefeld) |
| Deutsche im Ausland | -                         | Jens Lehmann (FC Arsenal) | - |

### Sommer 2006
Veröffentlicht in den kicker-Ausgaben vom 17. Juli 2006 (58/2006), vom 20. Juli 2006 (59/2006), vom 24. Juli 2006 (60/2006) und vom 27. Juli 2006 (61/2006). Die Rangliste bewertet das erste Halbjahr 2006.
| Position            | Weltklasse                     | Internationale Klasse                                                 | Im weiteren Kreis |
| ------------------- | ------------------------------ | --------------------------------------------------------------------- | --- |
| Torhüter            | Jens Lehmann (FC Arsenal)      | Frank Rost (FC Schalke 04)                                            | Oliver Kahn (FC Bayern München) Raphael Schäfer (1. FC Nürnberg) Kasey Keller (Borussia Mönchengladbach) Dennis Gentenaar (Borussia Dortmund) Robert Enke (Hannover 96) Florian Fromlowitz (1. FC Kaiserslautern) Georg Koch (MSV Duisburg)                                                                 |
| Innenverteidiger    | -                              | Lúcio (FC Bayern München) Per Mertesacker (Hannover 96)               | Marcelo Bordon (FC Schalke 04) Christian Wörns (Borussia Dortmund) Fernando Meira (VfB Stuttgart) Jens Nowotny (Bayer 04 Leverkusen) Juan (Bayer 04 Leverkusen) Mario Cantaluppi (1. FC Nürnberg) Heiko Westermann (Arminia Bielefeld)                                                                      |
| Außenbahn defensiv  | -                              | Philipp Lahm (FC Bayern München) Willy Sagnol (FC Bayern München)     | Dedê (Borussia Dortmund) Rafinha (FC Schalke 04) Michael Tarnat (Hannover 96) |
| Außenbahn offensiv  | -                              | -                                                                     | Zé Roberto (FC Bayern München) Bastian Schweinsteiger (FC Bayern München) Tranquillo Barnetta (Bayer 04 Leverkusen) Paul Freier (Bayer 04 Leverkusen) |
| Mittelfeld defensiv | Torsten Frings (Werder Bremen) | -                                                                     | Sebastian Kehl (Borussia Dortmund) Guy Demel (Hamburger SV) Simon Rolfes (Bayer 04 Leverkusen) |
| Mittelfeld offensiv | -                              | Michael Ballack (FC Bayern München) Johan Micoud (Werder Bremen)      | Bernd Schneider (Bayer 04 Leverkusen) Tim Borowski (Werder Bremen) Tomáš Rosický (Borussia Dortmund) Michael Thurk (1. FSV Mainz 05) Yıldıray Baştürk (Hertha BSC) |
| Stürmer             | Miroslav Klose (Werder Bremen) | Róbert Vittek (1. FC Nürnberg) Dimitar Berbatow (Bayer 04 Leverkusen) | Lukas Podolski (1. FC Köln) Roy Makaay (FC Bayern München) Iwan Sajenko (1. FC Nürnberg) Mohamed Zidan (1. FSV Mainz 05) Ioannis Amanatidis (Eintracht Frankfurt) Marko Pantelić (Hertha BSC) Halil Altıntop (1. FC Kaiserslautern) Oliver Neuville (Borussia Mönchengladbach) Ivan Klasnić (Werder Bremen) |
| Deutsche im Ausland | -                              | -                                                                     | Thomas Linke (FC Red Bull Salzburg) Simon Cziommer (Roda JC Kerkrade) |

### Winter 2006/07
Veröffentlicht in den kicker-Ausgaben vom 27. Dezember 2006 (104/2006), vom 2. Januar 2007 (2/2007), vom 4. Januar 2007 (3/2007) und vom 8. Januar 2007 (4/2007). Die Rangliste bewertet das zweite Halbjahr 2006.
| Position            | Weltklasse | Internationale Klasse                                                                                     | Im weiteren Kreis |
| ------------------- | ---------- | --- | --- |
| Torhüter            | -          | Markus Pröll (Eintracht Frankfurt) Oliver Kahn (FC Bayern München) Roman Weidenfeller (Borussia Dortmund) | Tim Wiese (Werder Bremen) Manuel Neuer (FC Schalke 04) Raphael Schäfer (1. FC Nürnberg) Mathias Hain (Arminia Bielefeld) Simon Jentzsch (VfL Wolfsburg)                                                                       |
| Innenverteidiger    | -          | Naldo (Werder Bremen) Per Mertesacker (Werder Bremen)                                                     | Marcelo Bordon (FC Schalke 04) Matthieu Delpierre (VfB Stuttgart) Daniel Van Buyten (FC Bayern München) Serdar Tasci (VfB Stuttgart)                                                                                          |
| Außenbahn defensiv  | -          | - | Clemens Fritz (Werder Bremen) Philipp Lahm (FC Bayern München) Arne Friedrich (Hertha BSC) Arthur Boka (VfB Stuttgart) Rafinha (FC Schalke 04)                                                                                |
| Außenbahn offensiv  | -          | - | Albert Streit (Eintracht Frankfurt) |
| Mittelfeld defensiv | -          | Torsten Frings (Werder Bremen)                                                                            | Jawhar Mnari (1. FC Nürnberg) Pável Pardo (VfB Stuttgart) Zlatan Bajramović (FC Schalke 04) Rüdiger Kauf (Arminia Bielefeld) Tomáš Galásek (1. FC Nürnberg) Frank Baumann (Werder Bremen) Mark van Bommel (FC Bayern München) |
| Mittelfeld offensiv | -          | Diego (Werder Bremen)                                                                                     | Zvjezdan Misimović (VfL Bochum) Bernd Schneider (Bayer 04 Leverkusen) |
| Stürmer             | -          | Miroslav Klose (Werder Bremen)                                                                            | Marko Pantelić (Hertha BSC) Roy Makaay (FC Bayern München) Mario Gómez (VfB Stuttgart) Claudio Pizarro (FC Bayern München) Jan Schlaudraff (Alemannia Aachen) Theofanis Gekas (VfL Bochum)                                    |
| Deutsche im Ausland | -          | - | Jens Lehmann (FC Arsenal) Thomas Linke (FC Red Bull Salzburg) Michael Ballack (FC Chelsea) Alexander Zickler (FC Red Bull Salzburg)                                                                                           |

### Sommer 2007
Veröffentlicht in den kicker-Ausgaben vom 11. Juni 2007 (48/2007), vom 14. Juni 2007 (49/2007), vom 18. Juni 2007 (50/2007) und vom 21. Juni 2007 (51/2007). Die Rangliste bewertet das erste Halbjahr 2007.
| Position            | Weltklasse | Internationale Klasse | Im weiteren Kreis |
| ------------------- | ---------- | --- | --- |
| Torhüter            | -          | Manuel Neuer (FC Schalke 04) Timo Hildebrand (VfB Stuttgart) Oliver Kahn (FC Bayern München) René Adler (Bayer 04 Leverkusen) Robert Enke (Hannover 96)                                 | Jaroslav Drobný (VfL Bochum) Tim Wiese (Werder Bremen) Raphael Schäfer (1. FC Nürnberg) Frank Rost (Hamburger SV) Stephan Straub (Alemannia Aachen) Dimo Wache (1. FSV Mainz 05) Kasey Keller (Borussia Mönchengladbach) |
| Innenverteidiger    | -          | Marcelo Bordon (FC Schalke 04) Per Mertesacker (Werder Bremen) Matthieu Delpierre (VfB Stuttgart) Fernando Meira (VfB Stuttgart)                                                        | Andreas Wolf (1. FC Nürnberg) Naldo (Werder Bremen) |
| Außenbahn defensiv  | -          | - | Javier Pinola (1. FC Nürnberg) Ludovic Magnin (VfB Stuttgart) Marcell Jansen (Borussia Mönchengladbach) Dedê (Borussia Dortmund)                                                                                         |
| Außenbahn offensiv  | -          | - | Roberto Hilbert (VfB Stuttgart) Szabolcs Huszti (Hannover 96) |
| Mittelfeld defensiv | -          | Pável Pardo (VfB Stuttgart) Torsten Frings (Werder Bremen) Tomáš Galásek (1. FC Nürnberg)                                                                                               | Mark van Bommel (FC Bayern München) Hanno Balitsch (Hannover 96) Peer Kluge (Borussia Mönchengladbach) David Jarolím (Hamburger SV) Thomas Zdebel (VfL Bochum)                                                           |
| Mittelfeld offensiv | -          | Bernd Schneider (Bayer 04 Leverkusen) Diego (Werder Bremen) Rafael van der Vaart (Hamburger SV)                                                                                         | Marcelinho (VfL Wolfsburg) Thomas Hitzlsperger (VfB Stuttgart) |
| Stürmer             | -          | Theofanis Gekas (VfL Bochum) Mohamed Zidan (1. FSV Mainz 05) Kevin Kurányi (FC Schalke 04) Sergiu Radu (Energie Cottbus) Mario Gómez (VfB Stuttgart) Alexander Frei (Borussia Dortmund) | Cacau (VfB Stuttgart) |
| Deutsche im Ausland | -          | - | Jens Lehmann (FC Arsenal) Thomas Linke (FC Red Bull Salzburg) Michael Ballack (FC Chelsea) Alexander Zickler (FC Red Bull Salzburg)                                                                                      |

### Winter 2007/08
Veröffentlicht in den kicker-Ausgaben vom 24. Dezember 2007 (104/2007), vom 31. Dezember 2007 (2/2008), vom 3. Januar 2008 (3/2008) und vom 7. Januar 2008 (4/2008). Die Rangliste bewertet das zweite Halbjahr 2007.
| Position            | Weltklasse                        | Internationale Klasse | Im weiteren Kreis |
| ------------------- | --------------------------------- | --- | --- |
| Torhüter            | -                                 | René Adler (Bayer 04 Leverkusen) Robert Enke (Hannover 96)                                                                     | Markus Miller (Karlsruher SC) Frank Rost (Hamburger SV) Oliver Kahn (FC Bayern München) Markus Pröll (Eintracht Frankfurt) |
| Innenverteidiger    | -                                 | Marcelo Bordon (FC Schalke 04) Martín Demichelis (FC Bayern München) Lúcio (FC Bayern München) Per Mertesacker (Werder Bremen) | Andreas Wolf (1. FC Nürnberg) Mario Eggimann (Karlsruher SC) Bastian Reinhardt (Hamburger SV) Manuel Friedrich (Bayer 04 Leverkusen) Karim Haggui (Bayer 04 Leverkusen) |
| Außenbahn defensiv  | -                                 | - | Gonzalo Castro (Bayer 04 Leverkusen) Heiko Westermann (FC Schalke 04) Petri Pasanen (Werder Bremen) |
| Außenbahn offensiv  | Franck Ribéry (FC Bayern München) | Stanislav Šesták (VfL Bochum)                                                                                                  | Ivica Olić (Hamburger SV) Tranquillo Barnetta (Bayer 04 Leverkusen) Albert Streit (Eintracht Frankfurt) Hamit Altıntop (FC Bayern München) |
| Mittelfeld defensiv | -                                 | Simon Rolfes (Bayer 04 Leverkusen) Zé Roberto (FC Bayern München) Tomáš Galásek (1. FC Nürnberg)                               | Jermaine Jones (FC Schalke 04) David Jarolím (Hamburger SV) Daniel Jensen (Werder Bremen) Peer Kluge (1. FC Nürnberg) Nigel de Jong (Hamburger SV) Arturo Vidal (Bayer 04 Leverkusen) |
| Mittelfeld offensiv | -                                 | Diego (Werder Bremen) Rafael van der Vaart (Hamburger SV)                                                                      | Thomas Hitzlsperger (VfB Stuttgart) Sergej Barbarez (Bayer 04 Leverkusen) Tamás Hajnal (Karlsruher SC) Florian Kringe (Borussia Dortmund) |
| Stürmer             | -                                 | Luca Toni (FC Bayern München) Miroslav Klose (FC Bayern München) Boubacar Sanogo (Werder Bremen)                               | Marko Pantelić (Hertha BSC) Mario Gómez (VfB Stuttgart) Kevin Kurányi (FC Schalke 04) Mladen Petrić (Borussia Dortmund) Stefan Kießling (Bayer 04 Leverkusen) Mike Hanke (Hannover 96) Hugo Almeida (Werder Bremen) Theofanis Gekas (Bayer 04 Leverkusen) Ioannis Amanatidis (Eintracht Frankfurt) |
| Deutsche im Ausland | -                                 | - | Dietmar Hamann (Manchester City) |

### Sommer 2008
Veröffentlicht in den kicker-Ausgaben vom 30. Juni 2008 (54/2008), vom 3. Juli 2008 (55/2008), vom 7. Juli 2008 (56/2008) und vom 10. Juli 2008 (57/2008). Die Rangliste bewertet das erste Halbjahr 2008.
| Position            | Weltklasse                        | Internationale Klasse | Im weiteren Kreis |
| ------------------- | --------------------------------- | --- | --- |
| Torhüter            | -                                 | René Adler (Bayer 04 Leverkusen) Diego Benaglio (VfL Wolfsburg) Oliver Kahn (FC Bayern München) Robert Enke (Hannover 96)      | Manuel Neuer (FC Schalke 04) Stefan Wächter (Hansa Rostock) Frank Rost (Hamburger SV) Tom Starke (MSV Duisburg) |
| Innenverteidiger    | -                                 | Martín Demichelis (FC Bayern München) Marcelo Bordon (FC Schalke 04)                                                           | Per Mertesacker (Werder Bremen) Arne Friedrich (Hertha BSC) Daniel Van Buyten (FC Bayern München) Lúcio (FC Bayern München) Joris Mathijsen (Hamburger SV)                                                                                       |
| Außenbahn defensiv  | -                                 | - | Philipp Lahm (FC Bayern München) Heiko Westermann (FC Schalke 04) Marcel Schäfer (VfL Wolfsburg) Christian Eichner (Karlsruher SC) |
| Außenbahn offensiv  | Franck Ribéry (FC Bayern München) | - | Hamit Altıntop (FC Bayern München) Bastian Schweinsteiger (FC Bayern München) Tranquillo Barnetta (Bayer 04 Leverkusen) Ivica Olić (Hamburger SV) Stefan Kießling (Bayer 04 Leverkusen)                                                          |
| Mittelfeld defensiv | -                                 | Mark van Bommel (FC Bayern München) Fabian Ernst (FC Schalke 04) Jermaine Jones (FC Schalke 04) Zé Roberto (FC Bayern München) | Nigel de Jong (Hamburger SV) Simon Rolfes (Bayer 04 Leverkusen) Christian Gentner (VfL Wolfsburg) Mineiro (Hertha BSC) Christoph Dabrowski (VfL Bochum)                                                                                          |
| Mittelfeld offensiv | -                                 | - | Diego (Werder Bremen) Rafael van der Vaart (Hamburger SV) Ivan Rakitić (FC Schalke 04) Tim Borowski (Werder Bremen) Arnold Bruggink (Hannover 96) Ervin Skela (Energie Cottbus) Raffael (Hertha BSC)                                             |
| Stürmer             | -                                 | Luca Toni (FC Bayern München)                                                                                                  | Mario Gómez (VfB Stuttgart) Lukas Podolski (FC Bayern München) Marko Pantelić (Hertha BSC) Markus Rosenberg (Werder Bremen) Grafite (VfL Wolfsburg) Kevin Kurányi (FC Schalke 04) Cacau (VfB Stuttgart) Ioannis Amanatidis (Eintracht Frankfurt) |
| Deutsche im Ausland | -                                 | Michael Ballack (FC Chelsea)                                                                                                   | Timo Hildebrand (FC Valencia) Steffen Hofmann (SK Rapid Wien) |

### Winter 2008/09
Veröffentlicht in den kicker-Ausgaben vom 22. Dezember 2008 (104+105/2008), vom 29. Dezember 2008 (106/2008+3/2009), vom 5. Januar 2009 (4/2009) und vom 8. Januar 2009 (5/2009). Die Rangliste bewertet das zweite Halbjahr 2008.
| Position            | Weltklasse                           | Internationale Klasse | Im weiteren Kreis |
| ------------------- | ------------------------------------ | --- | --- |
| Torhüter            | -                                    | - | René Adler (Bayer 04 Leverkusen) Jaroslav Drobný (Hertha BSC) Dennis Eilhoff (Arminia Bielefeld) |
| Innenverteidiger    | -                                    | Josip Šimunić (Hertha BSC) Pedro Geromel (1. FC Köln) | Lúcio (FC Bayern München) Heiko Westermann (FC Schalke 04) Neven Subotić (Borussia Dortmund) Marvin Compper (TSG 1899 Hoffenheim) Arne Friedrich (Hertha BSC) Benedikt Höwedes (FC Schalke 04) Youssef Mohamad (1. FC Köln) Mats Hummels (Borussia Dortmund) Per Mertesacker (Werder Bremen) Marcelo Bordon (FC Schalke 04) |
| Außenbahn defensiv  | -                                    | Philipp Lahm (FC Bayern München) | Andreas Beck (TSG 1899 Hoffenheim) Michal Kadlec (Bayer 04 Leverkusen) |
| Außenbahn offensiv  | Franck Ribéry (FC Bayern München)    | Renato Augusto (Bayer 04 Leverkusen) | Piotr Trochowski (Hamburger SV) Jakub Błaszczykowski (Borussia Dortmund) Marko Marin (Borussia Mönchengladbach) Cícero (Hertha BSC) |
| Mittelfeld defensiv | -                                    | Zé Roberto (FC Bayern München) | Simon Rolfes (Bayer 04 Leverkusen) Tobias Weis (TSG 1899 Hoffenheim) Sami Khedira (VfB Stuttgart) David Jarolím (Hamburger SV) Luiz Gustavo (TSG 1899 Hoffenheim) Torsten Frings (Werder Bremen) Sebastian Kehl (Borussia Dortmund)                                                                                         |
| Mittelfeld offensiv | -                                    | - | Zvjezdan Misimović (VfL Wolfsburg) Diego (Werder Bremen) Sejad Salihović (TSG 1899 Hoffenheim) Carlos Eduardo (TSG 1899 Hoffenheim) Mesut Özil (Werder Bremen) Tamás Hajnal (Borussia Dortmund) |
| Stürmer             | Vedad Ibišević (TSG 1899 Hoffenheim) | Patrick Helmes (Bayer 04 Leverkusen) Grafite (VfL Wolfsburg) Milivoje Novakovič (1. FC Köln) Chinedu Obasi (TSG 1899 Hoffenheim) Mladen Petrić (Hamburger SV) Luca Toni (FC Bayern München) | Artur Wichniarek (Arminia Bielefeld) Miroslav Klose (FC Bayern München) Stefan Kießling (Bayer 04 Leverkusen) Claudio Pizarro (Werder Bremen) Demba Ba (TSG 1899 Hoffenheim) Mario Gómez (VfB Stuttgart) Edin Džeko (VfL Wolfsburg) Nikos Liberopoulos (Eintracht Frankfurt)                                                |
| Deutsche im Ausland | -                                    | - | Michael Ballack (FC Chelsea) |

### Sommer 2009
Veröffentlicht in den kicker-Ausgaben vom 8. Juni 2009 (48/2009), vom 11. Juni 2009 (49/2009), vom 15. Juni 2009 (50/2009) und vom 18. Juni 2009 (51/2009). Die Rangliste bewertet das erste Halbjahr 2009.
| Position            | Weltklasse                                         | Internationale Klasse                                    | Im weiteren Kreis |
| ------------------- | -------------------------------------------------- | -------------------------------------------------------- | --- |
| Torhüter            | -                                                  | Tim Wiese (Werder Bremen) Robert Enke (Hannover 96)      | Diego Benaglio (VfL Wolfsburg) Roman Weidenfeller (Borussia Dortmund) Jaroslav Drobný (Hertha BSC) Frank Rost (Hamburger SV) Manuel Neuer (FC Schalke 04) Gerhard Tremmel (Energie Cottbus)                                                             |
| Innenverteidiger    | -                                                  | Josip Šimunić (Hertha BSC)                               | Per Mertesacker (Werder Bremen) Lúcio (FC Bayern München) Naldo (Werder Bremen) |
| Außenbahn defensiv  | -                                                  | Philipp Lahm (FC Bayern München)                         | Marcel Schäfer (VfL Wolfsburg) Patrick Owomoyela (Borussia Dortmund) |
| Außenbahn offensiv  | -                                                  | Franck Ribéry (FC Bayern München)                        | Marko Marin (Borussia Mönchengladbach) Marcell Jansen (Hamburger SV) Renato Augusto (Bayer 04 Leverkusen) |
| Mittelfeld defensiv | -                                                  | -                                                        | Jermaine Jones (FC Schalke 04) Thomas Hitzlsperger (VfB Stuttgart) Josué (VfL Wolfsburg) Sebastian Kehl (Borussia Dortmund) Zé Roberto (FC Bayern München) Torsten Frings (Werder Bremen) Sami Khedira (VfB Stuttgart)                                  |
| Mittelfeld offensiv | -                                                  | Diego (Werder Bremen) Zvjezdan Misimović (VfL Wolfsburg) | Christian Gentner (VfL Wolfsburg) Mesut Özil (Werder Bremen) Arnold Bruggink (Hannover 96) Tamás Hajnal (Borussia Dortmund) |
| Stürmer             | Edin Džeko (VfL Wolfsburg) Grafite (VfL Wolfsburg) | Mario Gómez (VfB Stuttgart)                              | Alexander Frei (Borussia Dortmund) Andrij Woronin (Hertha BSC) Claudio Pizarro (Werder Bremen) Cacau (VfB Stuttgart) Paolo Guerrero (Hamburger SV) Luca Toni (FC Bayern München) Nelson Valdez (Borussia Dortmund) Patrick Helmes (Bayer 04 Leverkusen) |
| Deutsche im Ausland | -                                                  | -                                                        | Fabian Ernst (Beşiktaş Istanbul) Michael Ballack (FC Chelsea) |

### Winter 2009/10
Veröffentlicht in den kicker-Ausgaben vom 28. Dezember 2009 (106/2009), vom 4. Januar 2010 (2/2010), vom 7. Januar 2010 (3/2010) und vom 11. Januar 2010 (4/2010). Die Rangliste bewertet das zweite Halbjahr 2009.
| Position            | Weltklasse | Internationale Klasse | Im weiteren Kreis |
| ------------------- | ---------- | --- | --- |
| Torhüter            | -          | René Adler (Bayer 04 Leverkusen) Tim Wiese (Werder Bremen) Hans Jörg Butt (FC Bayern München) Manuel Neuer (FC Schalke 04)                                                                      | Heinz Müller (1. FSV Mainz 05) Diego Benaglio (VfL Wolfsburg) Faryd Mondragón (1. FC Köln) |
| Innenverteidiger    | -          | Sami Hyypiä (Bayer 04 Leverkusen) Daniel Van Buyten (FC Bayern München) Marcelo Bordon (FC Schalke 04)                                                                                          | Manuel Friedrich (Bayer 04 Leverkusen) Josip Šimunić (Hertha BSC) Naldo (Werder Bremen) Per Mertesacker (Werder Bremen) Dante (Borussia Mönchengladbach) Mats Hummels (Borussia Dortmund) Chris (Eintracht Frankfurt) Pedro Geromel (1. FC Köln)               |
| Außenbahn defensiv  | -          | - | Philipp Lahm (FC Bayern München) Gonzalo Castro (Bayer 04 Leverkusen) Maik Franz (Eintracht Frankfurt) Rafinha (FC Schalke 04) |
| Außenbahn offensiv  | -          | - | Toni Kroos (Bayer 04 Leverkusen) Eljero Elia (Hamburger SV) Arjen Robben (FC Bayern München) Thomas Müller (FC Bayern München) Tim Hoogland (1. FSV Mainz 05) Bastian Schweinsteiger (FC Bayern München)                                                       |
| Mittelfeld defensiv | -          | Zé Roberto (Hamburger SV) | Nuri Şahin (Borussia Dortmund) David Jarolím (Hamburger SV) Ivica Banović (SC Freiburg) Torsten Frings (Werder Bremen) Sven Bender (Borussia Dortmund) Pirmin Schwegler (Eintracht Frankfurt) Sami Khedira (VfB Stuttgart) Mark van Bommel (FC Bayern München) |
| Mittelfeld offensiv | -          | Mesut Özil (Werder Bremen) | Zvjezdan Misimović (VfL Wolfsburg) Carlos Eduardo (TSG 1899 Hoffenheim) Aaron Hunt (Werder Bremen) Andreas Ivanschitz (1. FSV Mainz 05) |
| Stürmer             | -          | Stefan Kießling (Bayer 04 Leverkusen) Kevin Kurányi (FC Schalke 04) Claudio Pizarro (Werder Bremen) Edin Džeko (VfL Wolfsburg) Ivica Olić (FC Bayern München) Lucas Barrios (Borussia Dortmund) | Mario Gómez (FC Bayern München) Jefferson Farfán (FC Schalke 04) Eren Derdiyok (Bayer 04 Leverkusen) |
| Deutsche im Ausland | -          | Michael Ballack (FC Chelsea) | Andreas Hinkel (Celtic Glasgow) Fabian Ernst (Beşiktaş Istanbul) Kevin-Prince Boateng (FC Portsmouth) Steffen Hofmann (SK Rapid Wien) |